# Gorges de Colombières

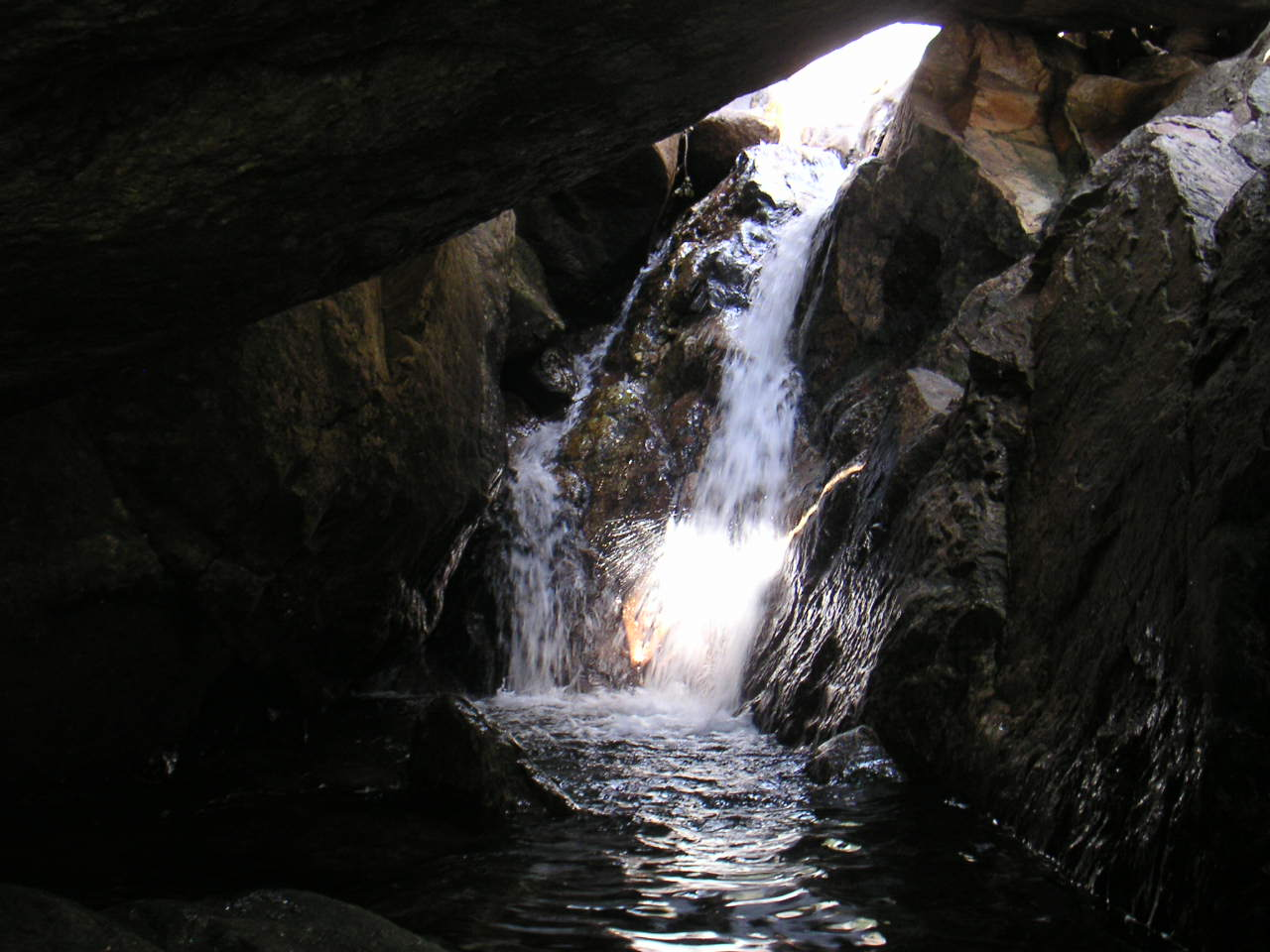
Cascade sous rochers

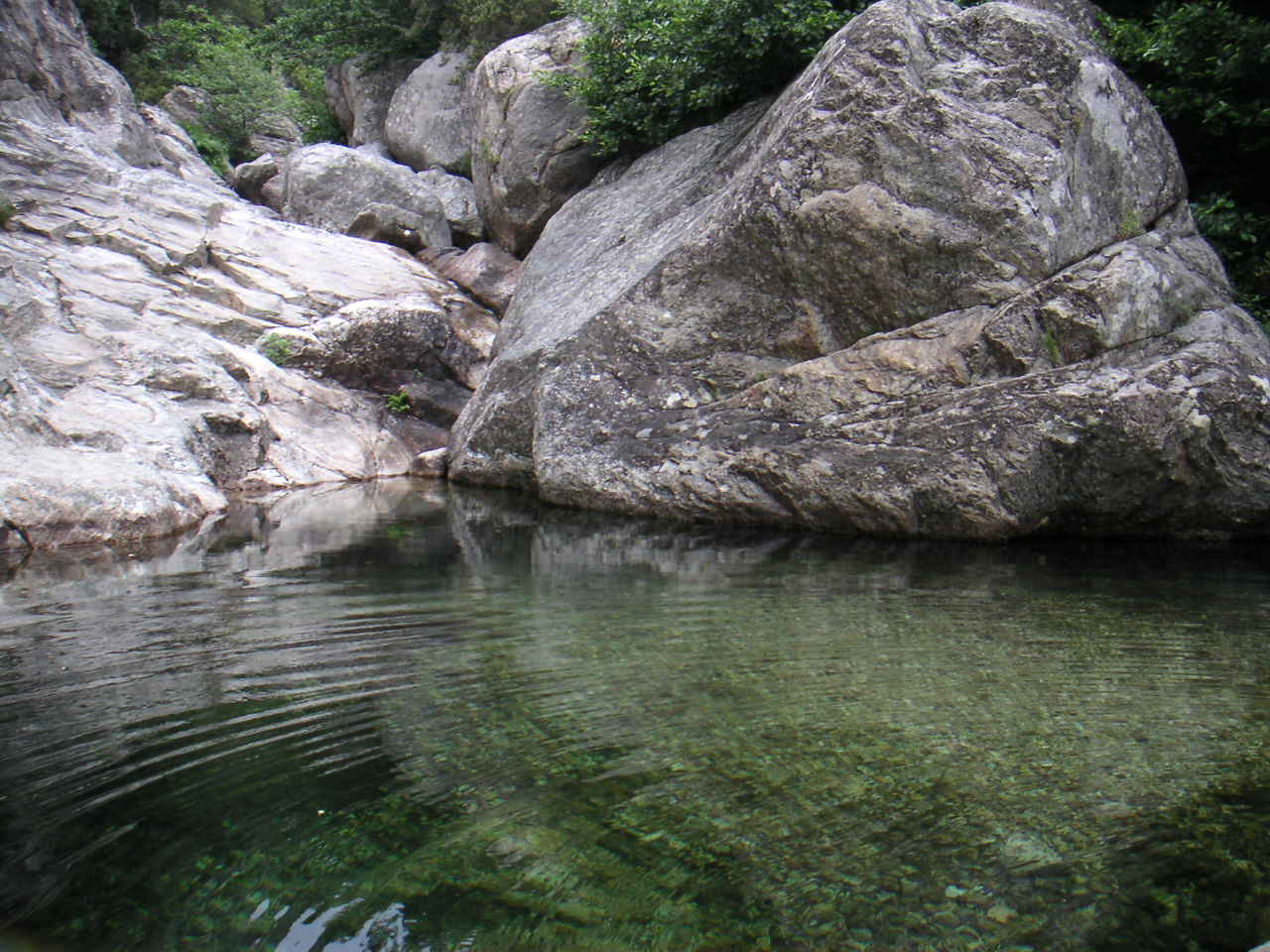
Réservoir d'eau transparente

Les gorges de Colombières se situent à proximité du village de Colombières-sur-Orb dans l'Hérault, non loin des gorges d'Héric.

## Géographie
Situé dans le périmètre du parc naturel régional du Haut-Languedoc, le torrent qui coule dans ces gorges, le ruisseau d'Arles, d'une longueur de 9,4 km et affluent de l'Orb, prend sa source dans le massif du Caroux-Espinouse.

## Points remarquables
Présence d'habitats de type troglodytique (troglodyte) sur le sentier de randonnée longeant le versant ouest du ruisseau d'Arles.

## Randonnée
Plusieurs sentiers de randonnée ayant pour point de départ la commune de Colombières-sur-Orb sont à disposition des marcheurs.